# Saint-Georges-d'Elle
Saint-Georges-d'Elle är en kommun i departementet Manche i regionen Normandie i norra Frankrike. Kommunen ligger i kantonen Saint-Clair-sur-l'Elle som tillhör arrondissementet Saint-Lô. År 2022 hade Saint-Georges-d'Elle 378 invånare.

## Befolkningsutveckling
Antalet invånare i kommunen Saint-Georges-d'Elle
| Referens: INSEE |